# Parexocoetus hillianus
Parexocoetus hillianus är en fiskart som först beskrevs av Gosse, 1851.  Parexocoetus hillianus ingår i släktet Parexocoetus och familjen Exocoetidae. Inga underarter finns listade i Catalogue of Life.